# جائزة إيلي كارتن
تُمنح جائزة إيلي كارتان ( Prix Élie Cartan ) كل ثلاث سنوات من قبل معهد فرنسا ، أكاديمية العلوم ، مؤسسة إيلي كارتان ،
لتقدير عالم الرياضيات الذي قدم أفكارًا جديدة أو حل مشكلة صعبة. تأسست الجائزة ، التي تحمل اسم عالم الرياضيات إيلي كارتان ، في عام 1980  وتحمل جائزة مالية.

## المستلمون
الحاصلون على جائزة إيلي كارتان هم: 
- 1981: حصل عليها دينيس ب.سوليفان وهو عالم أمريكي في مجال رياضيات ولد في في بورت هورون، اشتهر بعمله في طوبولوجيا، نظرية النظم التحريكية
- 1984: حصل عليها ميخائيل جروموف وهو عالم رياضيات فرنسي روسي.
- 1987: يوهانس سيوستراند
- 1990: حصل عليها جان بورجين وهو عالم رياضيات بلجيكي. اشتهر بعمله على نظرية الأعداد التحليلية
- 1993: كليفورد هـ. تاوبس وهو أستاذ للرياضيات في جامعة هارفارد ويعمل في نظرية مجال القياس والهندسة التفاضلية والطبولوجيا ذات الأبعاد الضعيفة
- 1996: دون زاجير
- 1999: لوران كلوزيل
- 2002: جان بينوا بوست
- 2006: إيمانويل أولمو
- 2009: رفائيل روقير [2]
- 2012: فرانسيس براون [3]
- 2015: آنا إرشلر [4]
- 2018: فنسنت بيلوني